# Aldhelm
Sant Aldhelm (c. 639 - 25 de maig de 709), abat de Malmesbury, primer bisbe de Sherborne l'any 705, poeta en llatí i erudit de l'escriptura anglosaxona. Es creu que va poder ser fill de Kenten, membre de la família reial de Wessex.1 

## Biografia
A més a més d'algunes dades recollides en els seus propis escrits i una breu menció en la Historia ecclesiastica gentis Anglorum del venerable Beda, la vida d'Aldhelm és coneguda principalment gràcies a dues hagiografies escrites després de la conquesta normanda d'Anglaterra: l'abat Faricius d'Abingdon i la del monjo cronista Guillem de Malmesbury, aquest últim en part basat en un text perdut d'Alfred el Gran.
D'acord amb els seus dos biògrafs, Aldhelm pertanyia a la casa reial de Wessex. Guillem de Malmesbury diu que el seu pare era Kenten, un nom que sembla una forma de Centwine rei de Wessex entre 676-685. Aldhelm podria ser el germà d'una certa Osburg, monja en l'abadia de Barking. És possible que part de la seva educació li fos donada per Adamnà a l'abadia d'Iona, juntament amb el futur rei Aldfrith de Northumbria. A principis de la dècada de 670, va anar a Canterbury per rebre ensenyament de l'arquebisbe Theodore i de l'abat Adrià romanent allà fins al seu nomenament per dirigir la nova abadia de Malmesbury.
El 705 o 706, Aldhelm es va convertir en el primer bisbe de Sherborne, després de la divisió de la diòcesi dels saxons de l'oest entre Sherborne i Winchester. El seu episcopat, «ple d'energia» segons Beda, va ser curt, ja que va morir quatre anys més tard, el 709 o el 710. Sembla que va tenir temps suficient per fundar diverses esglésies en la seva diòcesi a Sherborne mateix, però també a Comtat d'Avon i al comtat de Dorset.